# Kościół św. Katarzyny Aleksandryjskiej w Skalmierzycach
Kościół Świętej Katarzyny Aleksandryjskiej – rzymskokatolicki kościół parafialny należący do parafii pod tym samym wezwaniem (dekanat Ołobok diecezji kaliskiej).
15 sierpnia 2020 roku abp Grzegorz Ryś ustanowił kościół diecezjalnym Sanktuarium Najświętszej Maryi Panny Skalmierzyckiej.

## Historia
Około 1600 roku miejscowy proboszcz Piotr Tylicki, późniejszy biskup krakowski, na miejscu starej świątyni wzniósł nowy, drewniany kościół. Kilkanaście lat później została do niego dostawiona murowana, późnorenesansowa kaplica Matki Boskiej. W 1643 roku kościół został konsekrowany przez biskupa pomocniczego gnieźnieńskiego Jana Madalińskiego. W 1791 roku została rozebrana drewniana nawa i na jej miejscu została wzniesiona murowana. Równocześnie od strony południowej powstała murowana kaplica św. Józefa, przez co świątynia uzyskała obecny plan krzyża. W 1873 roku kościół został rozbudowany o część zachodnią i wieżę.

## Architektura i wnętrze
Kaplica Matki Boskiej jest najstarszą i zarazem najpiękniejszą częścią świątyni. Reprezentuje styl późnorenesansowy. Jej narodowy charakter ukazuje polichromia przedstawiająca w narożnikach orły piastowskie i jagiellońskie. W zwieńczeniu stropu jest umieszczony kaseton z medalionem Matki Bożej. otoczony napisem "Gwiazdo Morska o Maryjo Królowo Korony Polskiej nie opuszczaj nas". Centralne miejsce w drewnianym ołtarzu, bogato złoconym, zajmuje duży obraz Matki Boskiej z Dzieciątkiem Jezus namalowany około XV wieku, pędzla nieznanego artysty w stylu malarstwa włoskiego. W prawej dłoni Matki Bożej jest umieszczone berło – symbol władzy królewskiej. W tle widać wizerunki aniołów – skąd wziął się tytuł obrazu. Kult Maryi w Skalmierzycach rozpoczął się w XV wieku. Dowodem otrzymanych za pośrednictwem obrazu łask są liczne wota. Najcenniejszym jest srebrny ryngraf z 1634 roku, podarowany przez króla Władysława IV Wazę jako podziękowanie za zwycięstwo nad Turkami. Madonna i Jezus są ubrani w piękne kute w srebrze złocone sukienki zdobione motywami aniołów i kwiatów. Nad ich głowami znajdują się złote korony wysadzane kamieniami szlachetnymi. We wnękach ołtarza są umieszczone rzeźby świętych św. Wojciecha i św. Stanisława Biskupa oraz św. Kazimierza i św. Wacława. W górnej części znajduje się obraz ukazujący chrzest Pana Jezusa w Jordanie udzielany przez Jana Chrzciciela. Mensa jest pokryta płaskorzeźbą w drewnie lipowym przedstawiającą „Ostatnią Wieczerzę” według Leonarda da Vinci, wyrzeźbioną przez miejscowego artystę ludowego Józefa Wawrzyńczaka w 1893 roku. Stalle w kaplicy z obrazami przedstawiają tajemnice różańca świętego i sceny symboliczne ze Starego Testamentu.
4 września 1966 roku Prymas Polski kardynał Stefan Wyszyński dokonał koronacji obrazu Matki Bożej Skalmierzyckiej koronami poświęconymi przez papieża Pawła VI.

## Organy
Organy zostały zbudowane po 1906 roku przez Karla Spiegela. Ich miech magazynowy umieszczony jest na wieży kościoła. Organy miały dźwignię do kaikowania, którą usunięto prawdopodobnie w latach 60. Podczas ostatniego remontu wymieniono mieszki, a prace przeprowadziło dwóch organistów, jeden z Grabowa nad Prosną, a drugi z Rososzycy. Instrument posiada pneumatyczną trakturę gry.
Dyspozycja instrumentu:
| Manuał I                     | Manuał II              | Pedał           |
| ---------------------------- | ---------------------- | --------------- |
| 1. Mixtur 2’                 | 1. Geigen-Principal 8’ | 1. Violon 16’   |
| 2. Rauſchquinte 2 2/3’ u. 2’ | 2. Salicional 8’       | 2. Subbaſs 16’  |
| 3. Spitzflöte 4’             | 3. Aeoline 8’          | 3. Cello 8’     |
| 4. Octave 4’                 | 4. Liebl. Gedackt 16’  | 4. Octavbaſs 8’ |
| 5. Hohlflöte 8’              | 5. Principal 4’        |                 |
| 6. Gemshorn 8’               | 6. Rohrflöte 4’        |                 |
| 7. Gamba 8’                  |                        |                 |
| 8. Principal 8’              |                        |                 |
| 9. Bordun 16’                |                        |                 |